# Collegium Minus Uniwersytetu Jagiellońskiego
Collegium Minus – jeden z najstarszych gmachów Uniwersytetu Krakowskiego. Budynek ten to kamienica mieszczańska, usytuowana przy ulicy Gołębiej 11, którą w roku 1449 przejął Uniwersytet. Znajdowała się tutaj izba wspólna, lektoria i mieszkania profesorskie.
Do czasów współczesnych zachowały się tylko fragmenty dawnej budowli (w piwnicach), natomiast reszta uległa przebudowie w końcu XIX i początkach XX wieku.
Dzisiaj Collegium Minus mieści Instytut Archeologii UJ.

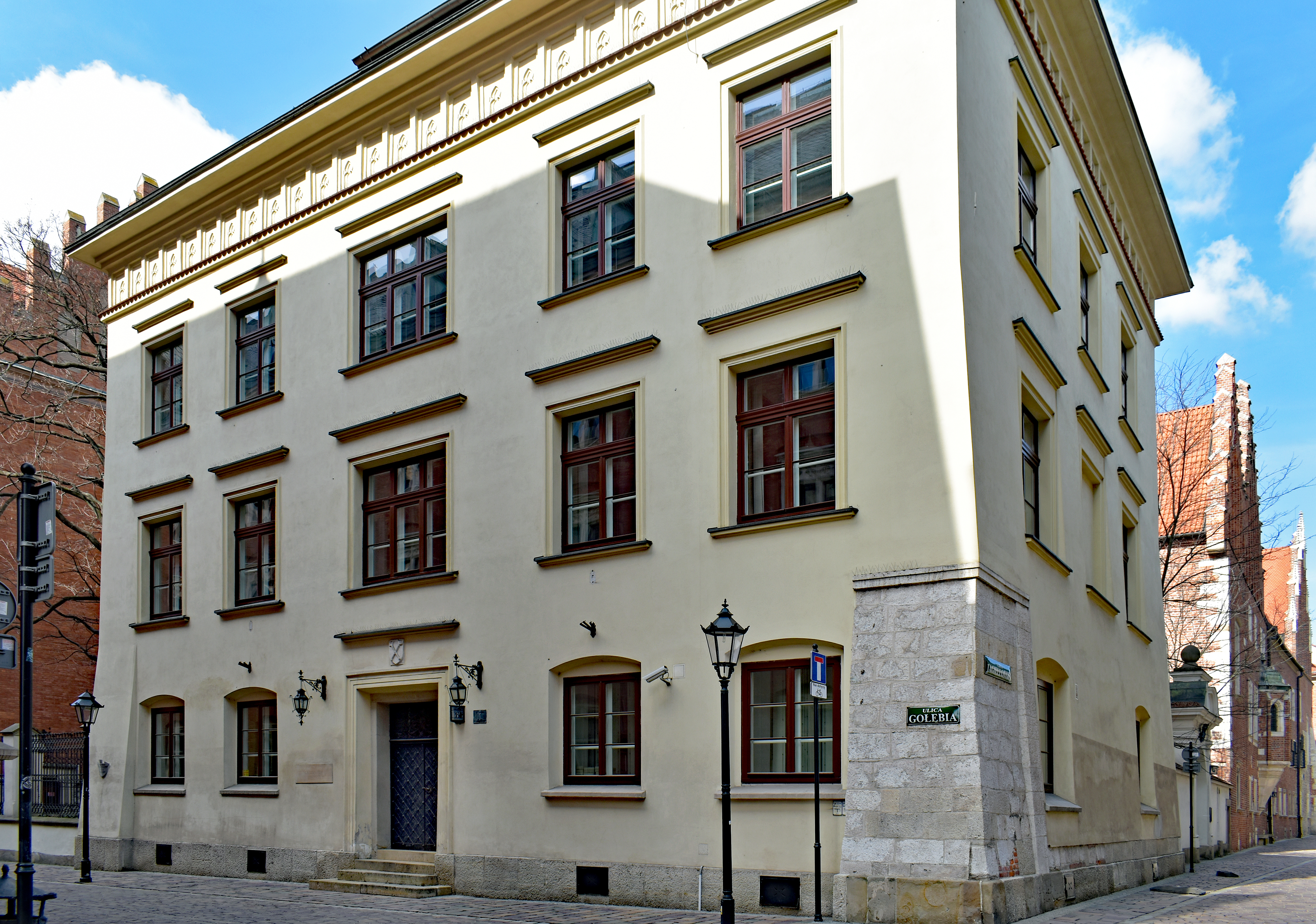
Elewacja od strony ulicy Gołębiej